# Фаро (Савона)
Фаро је насеље у Италији у округу Савона, региону Лигурија.
Према процени из 2011. у насељу је живело 107 становника. Насеље се налази на надморској висини од 84 м.